# USS Caldwell (DD-69)
USS Caldwell (DD-69) là một tàu khu trục của Hải quân Hoa Kỳ được chế tạo trong giai đoạn Chiến tranh Thế giới thứ nhất. Là chiếc dẫn đầu cho lớp Caldwell, nó cũng là chiếc tàu chiến đầu tiên của Hải quân Mỹ được đặt tên theo Đại úy Hải quân James R. Caldwell (1778-1804), người tham gia các cuộc Chiến tranh Quasi với Pháp và Chiến tranh Barbary thứ nhất.

## Thiết kế và chế tạo
Caldwell được đặt lườn tại Xưởng hải quân Mare Island vào ngày 9 tháng 12 năm 1916. Nó được hạ thủy vào ngày 10 tháng 7 năm 1917, được đỡ đầu bởi Cô C. Caldwell, và được đưa ra hoạt động vào ngày 1 tháng 12 năm 1917 dưới quyền chỉ huy của Hạm trưởng, Thiếu tá Hải quân B. McCandless.

## Lịch sử hoạt động
Được lệnh gia nhập Hạm đội Đại Tây Dương, Caldwell đi đến Norfolk, Virginia vào ngày 8 tháng 1 năm 1918 rồi đến Queenstown, Ireland vào ngày 5 tháng 3. Nó tham gia các nhiệm vụ tuần tra và hộ tống các đoàn tàu vận tải vượt Đại Tây Dương, xen kẻ với việc thử nghiệm gấp rút những thiết bị dò âm dưới nước để chống lại tàu ngầm Đức. Sau khi Chiến tranh Thế giới thứ nhất kết thúc, Caldwell vận chuyển binh lính đến Brest, Pháp; và đang khi ở tại đây nó tham gia vào đoàn tàu hộ tống cho Tổng thống Hoa Kỳ Woodrow Wilson trên chiếc George Washington trên đường tham dự Hội nghị hòa bình Versailles.
Caldwell quay trở về nhà để hoạt động cùng Đội Norfolk thuộc Lực lượng Khu trục của Hạm đội Đại Tây Dương, và cùng với Hải đội Khu trục 3 dọc theo khu vực bờ Đông Hoa Kỳ trong suốt năm 1919. Được đưa về lực lượng dự bị vào tháng 8 năm 1920, nó hoạt động với một thủy thủ đoàn rút gọn tại khu vực ngoài khơi Charleston, South Carolina và Newport, Rhode Island.
Caldwell được cho ngừng hoạt động tại Xưởng hải quân Philadelphia vào ngày 27 tháng 6 năm 1922. Nó bị bán để tháo dỡ tại đây vào ngày 30 tháng 6 năm 1936.